# محفرهن (حديبو)

تعديل مصدري - تعديل

محفرهن هي إحدى قرى مديرية حديبو التابعة لمحافظة سقطرى، بلغ تعداد سكانها 433 نسمة حسب تعداد اليمن لعام 2004.